# United Tower
La United Tower, también conocida como KIPCO Tower, es un rascacielos situado en la zona Sharq de Kuwait. Tiene 240 m de altura, 60 plantas y fue completado en 2011. Es el tercer edificio más alto de Kuwait. Las plantas más altas contienen oficinas y las intermedias apartamentos de lujo, mientras que el podio contiene un centro comercial de alta gama y el aparcamiento de coches está en un anexo de 7 plantas y dos sótanos. Por la noche, el edificio tiene una iluminación con ledes de varios colores. Está equipado con modernas instalaciones de alta tecnología y contiene un centro de negocios, un gimnasio y un spa de lujo. La torre tiene un diseño curvo que se inspira en el mar y la arena.